# Pseudoxyops minuta
Pseudoxyops minuta är en bönsyrseart som beskrevs av Giglio-tos 1914. Pseudoxyops minuta ingår i släktet Pseudoxyops och familjen Mantidae. Inga underarter finns listade i Catalogue of Life.